# Malmö Konststudio
Malmö Konststudio är en ideell konstförening i Malmö, bildad 15 mars 1945.
Med omkring 400 medlemmar är Malmö Konststudio en av stadens större konstföreningar och riktar sig till en konstintresserad allmänhet. Med föreläsningar, cirkelverksamhet, internationella konstresor, studiebesök etc syftar föreningen till att sprida intresse och kunskap inom bildkonst, arkitektur och kultur. Sedan 1968 delar Konststudion varje vår även ut stipendier till förtjänta konstnärer med anknytning till Skåne.